# Paul Folkvord
Paul Folkvord (Klepp, 13 dicembre 1961) è un ex calciatore norvegese, di ruolo attaccante.

## Carriera

### Club
Folkvord giocò con la maglia del Bryne dal 1984 al 1989, totalizzando 93 presenze e 31 reti nella 1. divisjon e 22 apparizioni con 6 gol nella 2. divisjon. Inoltre, fece parte della squadra che si aggiudicò la Coppa di Norvegia 1987. Esordì nella massima divisione norvegese in data 6 maggio 1984, in occasione della sconfitta casalinga per 2-5 contro il Lillestrøm. La prima rete arrivò invece il 13 maggio, nella vittoria per 2-0 sul Kongsvinger.

## Palmarès

### Club

#### Competizioni nazionali
- Coppa di Norvegia: 1

Bryne: 1987